# Mezinárodní asociace účastníků kosmických letů
Mezinárodní asociace účastníků kosmických letů (anglicky Association of Space Explorers, rusky Ассоциация участников космических полетов) je mezinárodní organizace kosmonautů a astronautů z celého světa, která organizuje jejich setkání, kongresy a další akce.

## Historie
Organizace Asociace výzkumníků vesmíru (Association of Space Explorers, ASE) byla založena v roce 1985 ve Francii. Podnět vzešel ze setkání amerických a sovětských kosmonautů roku 1983 u Moskvy.
Mezi zakládajícími členy byl i český kosmonaut Vladimír Remek. V některých zemích s více astronauty existují pobočky ASE. V roce 2009 je v ASE zapojeno 325 astronautů z 35 států.

## Přehled důležitých akcí

### Mezinárodní kongresy účastníků kosmických letů
O místě pořádání nadcházejícího kongresu musí požádat člen ASE a o konání rozhodují účastníci kongresu. Kongresy se pořádaly v různých zemích. Jejich cílem je propagovat astronautiku, motivovat mládež ke studiu technických věd, vyměňovat si zkušenosti.
V roce 2009 se konal XXII. kongres asociace (ASE XXII Planetary Congress) v Praze 4. – 10. října, záštitu nad akcí převzal předseda vlády České republiky Jan Fischer